# Ngôn ngữ tại châu Á

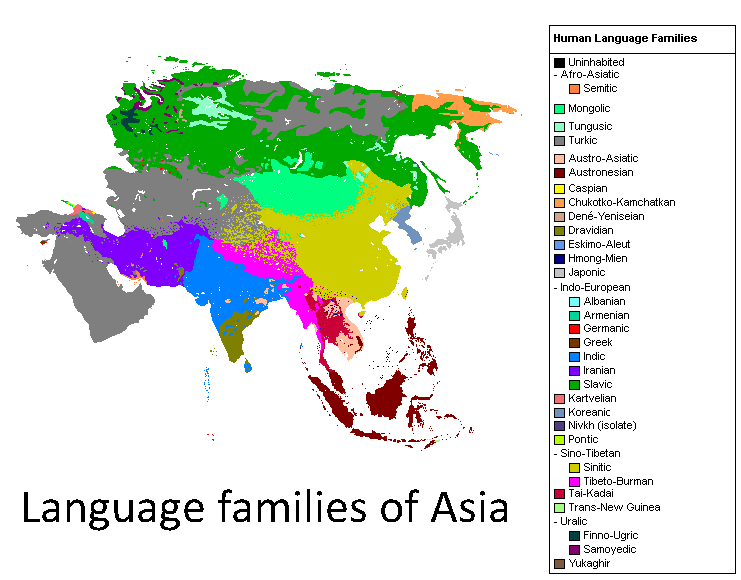
ngữ hệ ở Châu Á

Có rất nhiều ngôn ngữ được sử dụng trên toàn Châu Á, bao gồm các ngữ hệ khác nhau. Các nhóm ngữ hệ chính được nói trên lục địa bao gồm Altai, Nam Á (Austroasiatic), Nam Đảo (Austronesian), Caucasian, Dravida, Ấn-Âu (Indo-European), Siberia, Hán-Tạng (Sino-Tibetan) và Tai-Kadai. Thường, các ngôn ngữ châu Á có chữ viết có lịch sử chữ viết lâu đời, nhưng một số thì không.

## Ngữ hệ

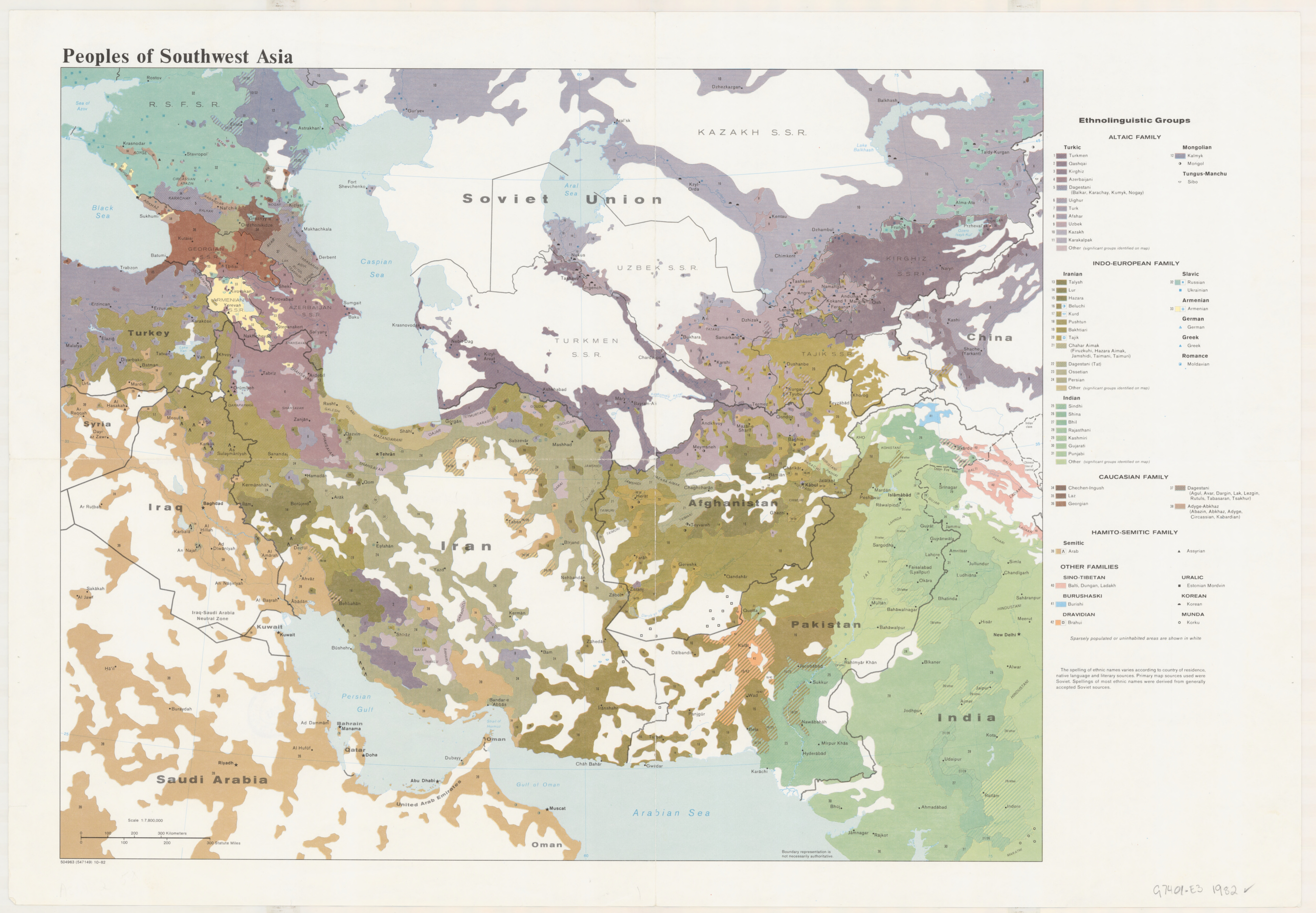
Sự phân bố dân tộc học ở Trung / Tây Nam Á của các ngữ hệ Altaic, Caucasian, Afroasiatic (Hamito-Semitic) và Ấn-Âu.

Các ngữ hệ lớn về số lượng là Ấn Âu (Indo-European) và Dravidian ở Nam Á và Hán Tạng (Sino-Tibetan) ở Đông Á. Một số ngữ hệ khác có vị trí thống lĩnh trong khu vực.

### Hán Tạng(Sino-Tibetan)
Ngữ hệ Hán-Tạng bao gồm tiếng Trung, tiếng Tây Tạng, tiếng Myanmar, tiếng Karen và một số ngôn ngữ ở Cao nguyên Tây Tạng, Nam Trung Quốc, Miến Điện và Đông Bắc Ấn Độ.

### Ấn Âu(Indo-European)
Các ngữ hệ Ấn-Âu chủ yếu được đại diện bởi ngữ tộc Ấn-Iran. Ngữ hệ bao gồm cả hai ngôn ngữ Ấn Độ (Hindi, Urdu, Bengali, Punjabi, Kashmiri, Marathi, Gujarati, Sinhalese và các ngôn ngữ khác được nói chủ yếu ở Nam Á) và Iran (Ba Tư, Kurdish, Pashto, Balochi và các ngôn ngữ khác chủ yếu được nói đến ở Iran, Anatolia, Mesopotamia, Trung Á, vùng Caucasus và một phần của Nam Á). Ngoài ra, các ngữ tộc khác của ngữ hệ Ấn-Âu nói ở châu Á bao gồm các ngữ tộc Slavic, trong đó bao gồm Nga ở Siberia; ngữ tộc Hy Lạp quanh Biển Đen; ngữ tộc Armenia; cũng như các ngôn ngữ đã tuyệt chủng như Hittite of Anatolia và Tocharian của (Trung Quốc) Turkestan.

### Altaic
Một ngữ hệ nhỏ nhưng quan trọng trải dài khắp Trung và Bắc Á bao gồm ngôn ngữ Thổ Nhĩ Kỳ, ngôn ngữ Mông Cổ, ngôn ngữ Tungusic (bao gồm cả Manchu), tiếng Hàn và tiếng Nhật. Những người nói tiếng Thổ Nhĩ Kỳ (Anatolian Turks) được cho là đã thông qua ngôn ngữ này, thay vào đó họ đã nói ngôn ngữ Anatolian, một nhóm ngôn ngữ đã bị tuyệt chủng thuộc ngữ hệ Ấn-Âu.

### Mon–Khmer
Các ngôn ngữ Mon-Khmer (ngôn ngữ Austroasiatic) là ngữ hệ cổ nhất ở Châu Á. Chúng bao gồm tiếng Việt (Việt Nam) và tiếng Khmer (Campuchia).

### Tai–Kadai
Các ngôn ngữ Tai-Kadai (hay chỉ Kadai) ở miền nam Trung Quốc kéo dài đến Đông Nam Á, nơi tiếng Thái (tiếng Xiêm La) và tiếng Lào là ngôn ngữ chính thức.

### Nam Đảo(Austronesian)
Ngữ hệ Nam Đảo bao gồm các ngôn ngữ của Philippines và hầu hết các ngôn ngữ của Indonesia (trừ nội địa New Guinea), chẳng hạn như tiếng Malay (Indonesia) và tiếng Tagalog (tiếng Philipin).

### Dravidian
Các ngôn ngữ của Dravidian ở miền nam Ấn Độ và các phần của Sri Lanka bao gồm Tamil, Kannada, Telugu và Malayalam, trong khi các ngôn ngữ nhỏ hơn như Gondi và Brahui được nói ở trung tâm Ấn Độ và Pakistan.

### Afro-Asiatic
Ngữ hệ Phi-Á (Hamito-Semitic) hiện nay được đại diện bởi các ngữ tộc Semitic nói ở Tây Nam Á. Nó bao gồm tiếng Ả Rập, tiếng Hebrew và tiếng Aramaic, ngoài các ngôn ngữ đã bị tuyệt chủng như Akkadian. Các ngôn ngữ Nam Á hiện đại có chứa một ảnh hưởng nền tảng từ chi nhánh Cushitic của Afroasiatic, cho thấy những người nói tiếng Cushitic ban đầu sống ở bán đảo Ả Rập cùng với các diễn giả Semitic.

### Siberian
Bên cạnh ngữ hệ Altaic vừa đề cập đến, có 4 ngôn ngữ nhỏ được nói ở Bắc Á. Chúng bao gồm tiếng Uralic ở Tây Siberia (được biết đến là tiếng Hungarian và Phần Lan ở châu Âu), tiếng Yeniseian (có liên quan đến tiếng Thổ Nhĩ và tiếng Athabaskan ở Bắc Mỹ), tiếng Yukaghir, Nivkh ở Sakhalin, tiếng Ainu ở Bắc Nhật Bản, tiếng Chukotko-Kamchatkan ở Tây Bắc Siberia, và tiếng —Eskimo–Aleut tương đối hiếm.

### Caucasian
Ba ngữ hệ nhỏ được nói ở vùng Caucasus: ngôn ngữ Kartvelian, chẳng hạn như Gruzia; Đông Bắc Caucasian (ngôn ngữ Dagestanian), chẳng hạn như Chechen; và Tây Bắc Caucasian, chẳng hạn như Circassian. Hai thứ hai có thể liên quan với nhau. Các ngôn ngữ Hurro-Urartian đã tuyệt chủng cũng có thể liên quan.

### Ngữ hệ nhỏ ở Nam Á
Mặc dù bị chi phối bởi các ngôn ngữ và ngữ hệ chính, có rất nhiều ngữ hệ nhỏ ở Nam Á và Đông Nam Á. Từ tây sang đông, bao gồm: 
- các ngôn ngữ đã tuyệt chủng của Crescent màu mỡ như Sumerian và Elamite;
- các nhóm nhỏ của tiểu lục địa Ấn Độ và quần đảo Andaman: Burushaski, Kusunda, Nihali, Đại Andamanese, Ongan và Siangic gần đây đã đề xuất;
- Hmong-Miền (Mèo-Dao) nằm rải rác khắp nam Trung Quốc và Đông Nam Á;
- một số ngữ hệ "Papuan" của Quần đảo Mã Lai Trung và Đông: ngôn ngữ của Halmahera, Đông Timor, và Tambora đã tuyệt chủng của Sumbawa.
- Nhiều ngữ hệ khác được nói đến ở New Guinea của Inđônêxia, nhưng điều này nằm ngoài phạm vi bài viết về ngôn ngữ Châu Á.

### Ngôn ngữ ký hiệu
Một số ngôn ngữ ký hiệu được nói trên khắp Châu Á. Chúng bao gồm cả ngôn ngữ ký hiệu của người bản xứ, ngôn ngữ ký hiệu Trung Quốc, ngôn ngữ ký hiệu Indo-Pakistani, cũng như một số ngôn ngữ bản xứ nhỏ như Nepal, Thái Lan và Việt Nam. Nhiều ngôn ngữ ký hiệu chính thức là một phần của ngữ hệ Pháp ký hiệu.

## Ngôn ngữ chính thức
Châu Á và Châu Âu là hai châu lục duy nhất mà hầu hết các quốc gia sử dụng ngôn ngữ bản địa làm ngôn ngữ chính thức, mặc dù tiếng Anh cũng phổ biến rộng rãi.
| Thái Lan (Đông Bắc Thái Lan) |

| 1,200,000 |